# Tim Hecker (músico)
Tim Hecker es un músico canadiense de electrónica y electroacústica. Hecker grabó sus primeras producciones bajo el apodo de Jetone, pero es más conocido por sus trabajos ambientales lanzados a través de las discográficas Kranky, Mille Plateaux, Alien8, Force Inc, Staalplaat, y Fat Cat, con su propio nombre.
Hecker comenzó como productor y compositor de música electrónica con el pseudónimo de Jetone. Sus  LPs más célebres, firmados con su nombre real, se caracterizan por la reconstrucción y recomposición, mediante el collage y otras técnicas digitales de arte sonoro, de actuaciones en vivo de música instrumental: los más elogiados por la crítica han sido Harmony in Ultraviolet, Ravedeath, 1972 y Virgins.
Ha actuado en directo en festivales como Sónar (Barcelona), MUTEK (Montreal), Impakt Festival (Utrecht), Victoriaville (Quebec), IDEAL (Nantes), Vancouver New Music Festival (Vancouver), y el club Transmediale (Berlín).
Además de haber realizado giras con Godspeed You! Black Emperor y Fly Pan Am, ha colaborado con Christof Migone, Martin Tétreault, y Aidan Baker. También ha contribuido con remixes de otros artistas, como Isis.
Sus aportaciones musicales incluyen bandas sonoras como las de la miniserie de televisión de la BBC The North Water o la película Infinity Pool de Brandon Cronenberg.

## Discografía

### Tim Hecker

#### Álbumes
- Haunt Me, Haunt Me Do It Again (2001)
- Radio Amor (2003)
- Mirages (2004)
- Harmony in Ultraviolet (2006)
- An Imaginary Country (2009)
- Ravedeath, 1972 (2011)
- Virgins (2013)
- Love Streams  (2016)
- Konoyo  (2018)
- Anoyo  (2019)
- No Highs (2023)
- Shards (2025)

#### con Aidan Baker (Nadja)
- Fantasma Parastasie (2008)

#### Bandas sonoras
- The North Water (2021)
- Infinity Pool (2023)

#### EP y demás
- Trade Winds, White Noise (2002)
- My Love Is Rotten To The Core (2002)
- Radio Marti / Radio Havana (2004)
- Mort Aux Vaches (2005)
- Pareidolia (2006)
- Norberg (2007)
- Atlas (2007)
- Apondalifa (2010)
- Dropped Pianos (2011)

### Jetone

#### Álbumes
- Autumnumonia (2000)
- Ultramarin (2001)
- Sundown (2006)